# Багонь
Багонь (словац. Báhoň, нем. Baumschau, венг. Báhony) — деревня и одноимённая община в районе Пезинок Братиславского края Словакии. Расположена в юго-западной Словакии в северовосточной части края, в долине Малых Карпат.
Находится в 31 км юго-западнее столицы страны г. Братислава.

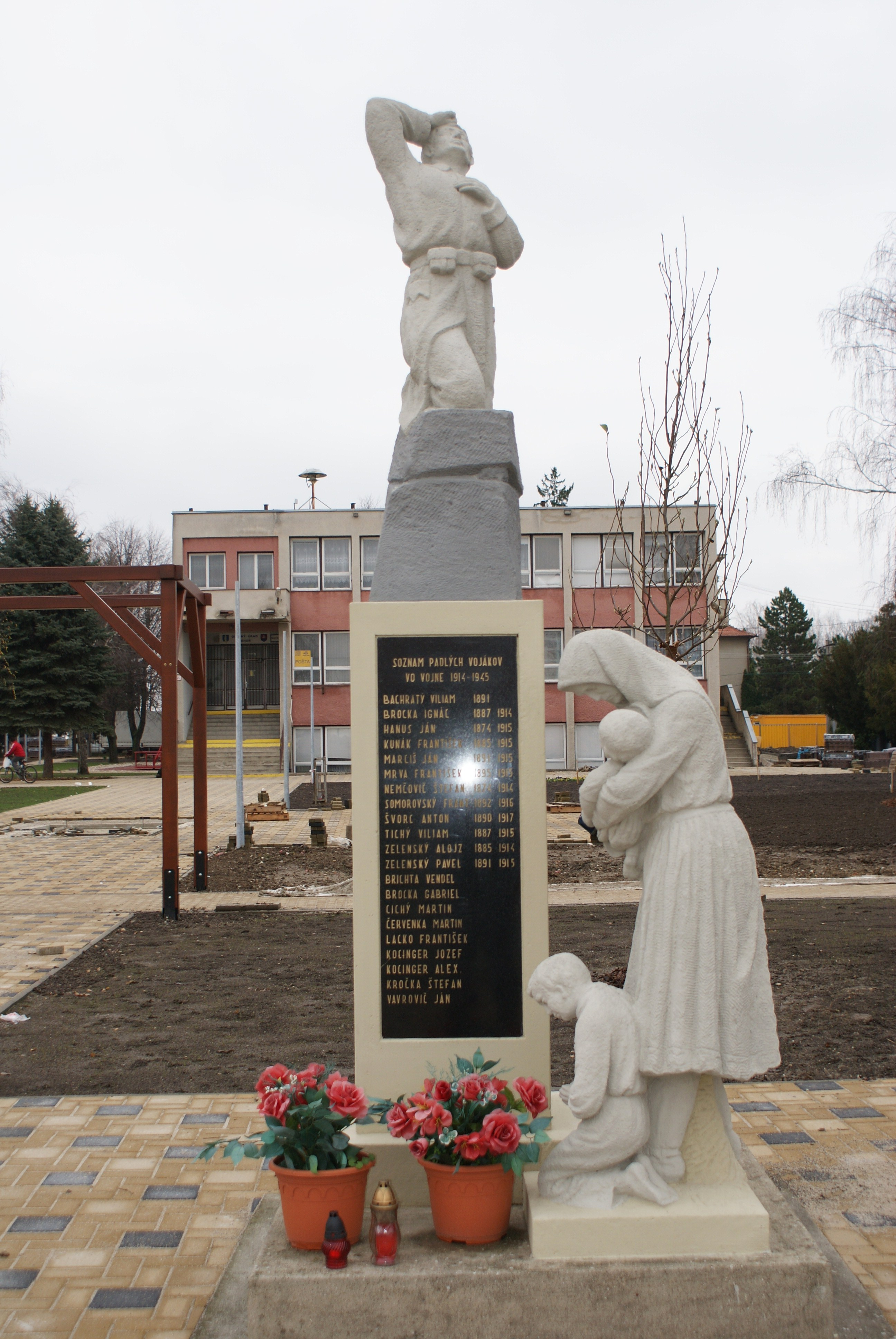
Памятник жертвам мировых войн

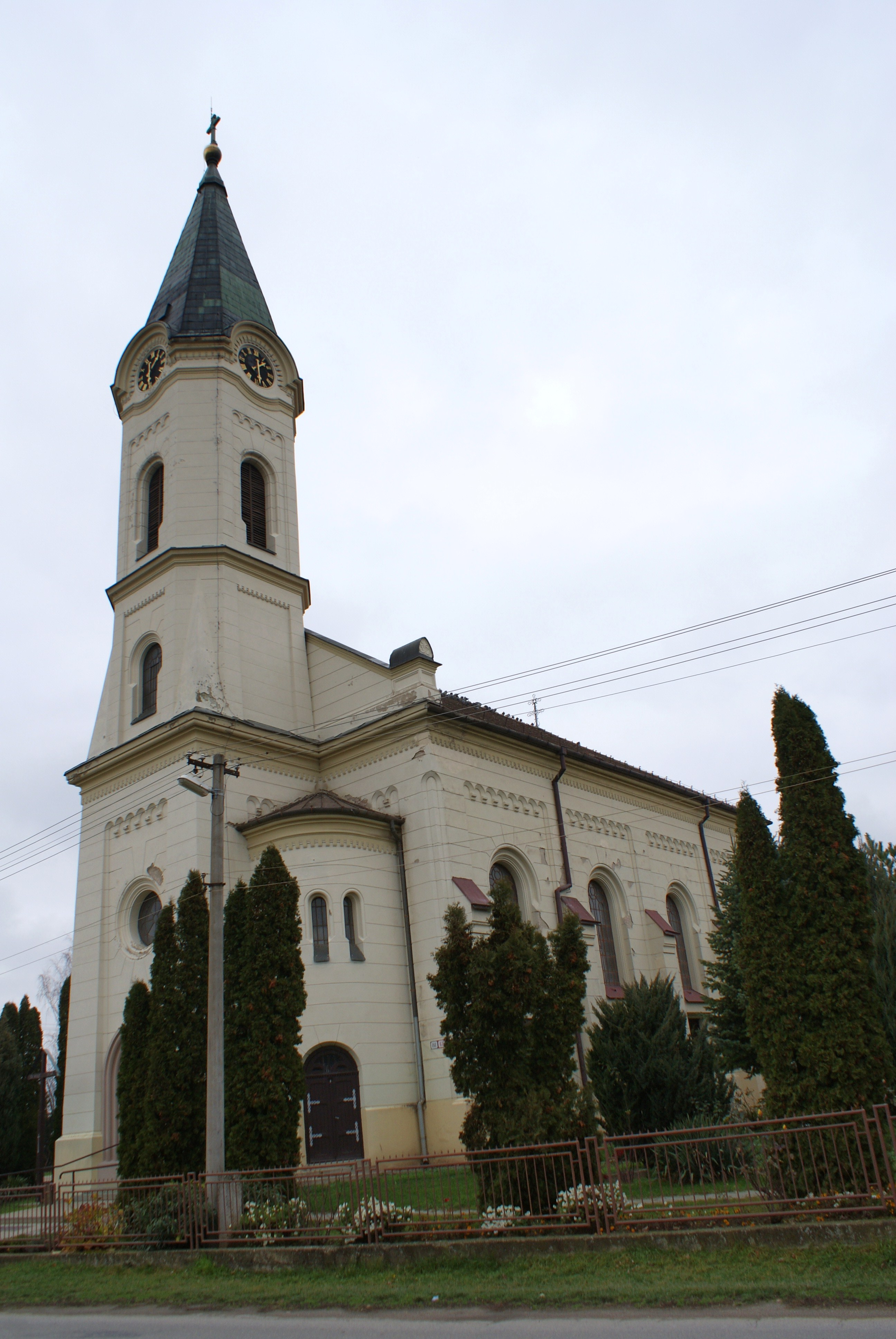
Католический костёл

Площадь – 10,57 кв. км. Высота 160 м.

## История
Багонь впервые упоминается в 1244 году.

## Население
| Год:                | 1994 | 2004    | 2014    | 2024    |
| ------------------- | ---- | ------- | ------- | ------- |
| Количество человек: | 1479 | 1615    | 1748    | 1812    |
| Разница:            |      | +9,19 % | +8,23 % | +3,66 % |

По состоянию на конец 2022 года население составляло 1861 человек. Плотность – 176,06 чел/кв.км.